# Robert Hans Goetz

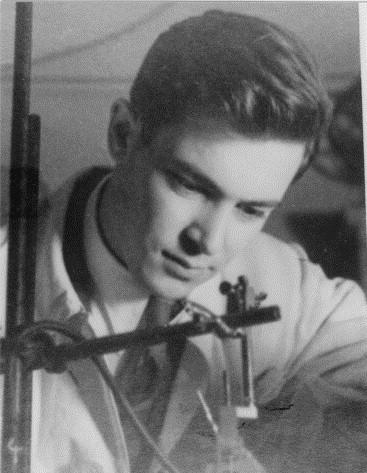
Robert Hans Goetz

Robert Hans Goetz (* 17. April 1910 in Frankfurt am Main; † 15. Dezember 2000 in Scarsdale, New York) war ein Mediziner, Physiologe und Chirurg.

## Leben und Wirken
Goetz wurde als Sohn eines Bildhauers und Steinmetzes geboren. Nach dem Besuch der Frankfurter Helmholtzschule und Abschluss des Medizinstudiums in Deutschland 1934 konnte und wollte er seine Karriere in Deutschland aufgrund seiner anti-nationalsozialistischen Grundhaltung nicht fortsetzen.
Weitere Stationen seines Lebens führten ihn über die Schweiz und Schottland nach Südafrika, wo er in Kapstadt den Krieg und die Nachkriegszeit verbrachte. Er hat sich dort wissenschaftlich unter anderem mit dem Kreislauf wilder Tiere befasst und als erster das Herzminutenvolumen von Raubkatzen und Giraffen mit Hilfe des von Adolf Fick entwickelten Fick’schen Verfahrens gemessen. Untersuchungen der Blutversorgung an Giraffen-Hirnen waren sehr aufschlussreich und bahnbrechend. Er benutzte in seiner Forschung sehr fortschrittliche Methoden wie z. B. eine 16-mm-Kamera für die Dokumentation seiner Experimente. So hat er die Methode der Gefangennahme von wilden Tieren mit Hilfe von abgeschossenen Spritzen mit Betäubungsmitteln entwickelt.
Als Physiologe des Blutkreislaufs hat er die Sympathektomie genau erforscht und dann klinisch angewandt. Dazu hat er ein Instrument entwickelt, welches bei der lumbalen Sympathektomie benutzt wurde. Der Herz-Chirurg Christiaan Barnard war Schüler von Goetz.
In den 1950er Jahren ging Goetz in die USA und nahm eine Stelle am renommierten Albert Einstein College of Medicine in New York City an. Sein größter Beitrag dürfte jedoch die erste Koronararterien-Bypass-Operation sein, die er am 2. Mai 1960 erfolgreich durchführen konnte. Gewöhnlich wird René Favaloro als Erstbeschreiber der Koronar-Bypass-Operation angegeben (Publikation von 1967). Vor Favaloro jedoch hat schon der sowjetische Chirurg Wassili Kolesow am 25. Februar 1964 eine Koronar-Bypass-Operation durchgeführt. Goetz führte seine Operation ohne Herz-Lungen-Maschine durch, er benutzte die rechte Mammaria-interna-Arterie zur Anastomosierung mit der rechten Koronararterie mit Hilfe eines Tantalum Röhrchens. Sein Patient überlebte über ein Jahr postoperativ. Der Erfolg der Operation wurde nicht anerkannt und Goetz wurde beschuldigt, unethisch gehandelt zu haben.
In den 1960er Jahren hat er auch das Konzept der „Intra-aortic-balloon-pump“ entwickelt und das US-Patent für diese Entwicklung bekommen.
Goetz war ein sehr begabter, vielseitiger Mensch. Seine Begabung zum Zeichnen erlaubte ihm viele seiner Operationen in den Krankengeschichten der Patienten zu skizzieren.